# سباس-كلبيكي
سباس-كلبيكي (بالروسية: Спас-Клепики) هي إحدى مدن روسيا في الكيان الفدرالي الروسي ريازان أوبلاست.